# Anastoechus aberrans
Anastoechus aberrans är en tvåvingeart som beskrevs av Paramonov 1940. Anastoechus aberrans ingår i släktet Anastoechus och familjen svävflugor. Inga underarter finns listade i Catalogue of Life.